# Cuello de Dama Blanco
Cuello de Dama Blanco es un cultivar de higuera de tipo higo común Ficus carica, bífera (con dos cosechas por temporada, brevas e higos de otoño), de higos color verde claro a blanco, muy cultivado en Extremadura. Se cultiva principalmente en el Valle del Tiétar y en la Sierra de Gredos en la provincia de Ávila, así como en el Valle del Jerte y La Vera en Extremadura.
,

## Sinonimia
- „Cuello de Dama Blanca“ en Región de Murcia,
- „Gota de Miel“ en la Comunidad Valenciana,
- „Napolitana Blanca“ en Cataluña,
- „Del Guardia“ en Cataluña,
- „Blanca Cabezuela“ en Extremadura,
- „Kadota“,
- „Dottato“ en Italia,
- „Ottato“,.[6][7][8]

## Características
La higuera 'Cuello de Dama Blanco' es una variedad bífera de tipo higo común. Árbol de mediano desarrollo, follaje denso, hojas trilobuladas con pentalobuladas. 'Cuello de Dama Blanco' es de producción baja de brevas y alta de higos.
Las brevas 'Cuello de Dama Blanco' son alargadas con forma de peonza de unos 46 gramos de promedio, de epidermis de color de fondo amarillo verdoso con sobre color ausente. Con un ºBrix (grado de azúcar) de 26, con firmeza baja, con pulpa ámbar. De una calidad aceptable en su valoración organoléptica, son de un inicio de maduración medio y de producción baja.
Los higos 'Cuello de Dama Blanco' son higos redondeados en forma esférica de unos 38 gramos en promedio, de epidermis de color de fondo verde amarillento con sobre color ausente. Con un ºBrix (grado de azúcar) de 28, con firmeza media, con color de la pulpa ámbar. De una calidad excelente en su valoración organoléptica, son de un inicio de maduración medio y de producción alta.
Aptos para higo seco paso y consumo en fresco.

## Cultivo
'Cuello de Dama Blanco', es una variedad de higo blanco, reconocida por su piel fina e intenso dulzor, que se cultiva mayoritariamente en el Valle del Tiétar y en la Sierra de Gredos en la provincia de Ávila, también se cultivan en el Valle del Jerte y La Vera en Extremadura.
También existe la variedad Cuello de Dama en higo negro. Los frutos son achatados, la piel más gruesa que la de los higos blancos y con una pulpa de un atractivo color morado muy dulce.

## Mejora de calidades
En un ensayo, establecido en el año 2010 en la Finca La Orden de CICYTEX, se evalúan las producciones y la calidad con tres variedades cultivadas tradicionalmente en distintas comarcas de Extremadura: 'Calabacita', 'Cuello de Dama Blanco' y 'Picholetera', con vistas a la mejora de sus rendimientos.